# 300 jaar-moskee
300 jaar-moskee is een moskee in Narathiwat, een stad in het zuiden van Thailand. De moskee werd in 1634 gebouwd voor moslims die zich in de regio vestigden en is de oudste moskee van Thailand.

## Geschiedenis
De meer dan 300-jarige moskee werd in 1643 gebouwd tijdens het Sultanaat Pattani dat Zuid-Thailand. Het gebouw, dat op de lijst van beschermde historische gebouwen staat, dient nog steeds zijn belangrijkste religieuze functie als moskee.

## Architectuur
De moskee is gemaakt van kolibriehout en ijzerhout en combineert verschillende bouwstijlen uit het China, Thailand en Maleisië. In plaats van spijkers werden wiggen gebruikt om het hout op zijn plaats te houden. Het oorspronkelijke dak was gemaakt van palmbladeren en werd later vervangen door terracottategels. De moskee bestaat uit twee gebouwen. Het kleinere gebouw herbergt de mihrab en de minaret en heeft een dak van drie verdiepingen. Het grotere gebouw heeft meer Thaise architectonische invloeden, met een zadeldak in Thaise stijl. Er zijn gravures van Thaise, Chinese en Maleisische patronen op de muren van beide gebouwen.